# 蘇氏吻鰕虎魚
蘇氏吻鰕虎魚（学名：Rhinogobius sowerbyi）为鰕虎魚科吻鰕虎魚屬的鱼类，是中国的特有物种。分布于鸭绿江水系等。

## 扩展阅读
維基物種上的相關：蘇氏吻鰕虎魚